# 探検ロマン世界遺産
『探検ロマン世界遺産』（たんけんろまん・せかいいさん）は、NHK総合テレビジョンで放送されていた教養番組。
NHKの世界遺産関連番組である『シリーズ世界遺産100』『とっておき世界遺産』および『世界遺産への招待状』についてもこの項で記述する。

## 概要
NHKでは、ユネスコと提携して、2004年から世界遺産のハイビジョン映像ライブラリー事業「世界遺産デジタル映像アーカイブス」を進めていくことになった。毎回、世界遺産の中から一つを取り上げて、リポーターの現地取材と資料を交えて人類の英知と自然のすばらしさを、映像を通して体験する内容となっていた。
放送回によっては、地方の放送局（NHK大阪放送局・NHK広島放送局など）の制作・著作扱いとなっていたものもあった。
やはり世界遺産に題材を取る番組として既に放送を開始していたTBS『世界遺産』ならびに『THE世界遺産』が、人物を登場させずに遺産そのものを対象とした映像を中心に音楽を添えて、その美しさや素晴らしさを追求して、ナレーターによる解説が淡々と進行するのに対し、この番組は、リポーターが遺産と周囲に住む人々の生活に取材し、インタビューするという紀行記的に作られていた。そのため、同じ対象を取り上げる場合も前者は遺産自体の歴史や意義、後者は世界遺産に関わる人々の営みに主眼を置き、それぞれの番組内容や雰囲気はかなり異なる。NHKが本番組の制作を発表した際に、TBSの井上弘社長（当時）は「内容がブッキングしているので大変遺憾だ」との声明を出した。これに対しNHKは「内容は重ならないように努力する」と言う主旨の反対声明を出した。
NHKは、2009年度から3年間の中期経営計画に基づくその初年度の事業計画において、夜間の抜本改編実施を発表しており、2009年3月28日をもって終了。最終回は、番組のテーマソングを担当していた松任谷由実自らがリポーターを務めた。4月以降は『NHKスペシャル』を放送していた月曜22時台に移動し、『世界遺産への招待状』に引き継がれた。土曜8時枠では情報番組『追跡!AtoZ』が放送される。

## 出演者ほか
- 進行役 「ドクター・ロマン」（Dr.ロマン）
  - コンピューターグラフィックキャラクター。画とキャラクターデザインは松本零士で、松本の代表作『銀河鉄道999』の車掌に似たデザイン。声優は玄田哲章。
- テーマソング音楽 松任谷由実
  - 初代オープニングテーマ「あなたに届くように」（2005年6月1日、東芝EMIよりシングル発売。アルバム『A GIRL IN SUMMER』に詞を若干変えて収録。番組開始～2008.3まで使用）
  - 2代目オープニングテーマ「Flying Messenger」（書き下ろし。アルバム『そしてもう一度夢見るだろう』に収録。2008.4～放送終了まで使用。）
  - エンディングテーマ「水の影」（アルバム『時のないホテル』に収録）
- 題字:柿沼康二

### ナレーター
- 三宅民夫
タッシリ・ナジェールの回には自らリポーターを務めた。
- 代理：森本健成（過去リポートも担当した）、池田昌子　ほか
森本は三宅が体調不良で休養していた時期に代理担当。池田はテーマによって登場することがあった。

### リポーター
NHKのアナウンサーやタレントらが交替で務めた（リポーターが登場しない回もある）が、アナウンサーの担当が多かった。アナウンサーは東京に限らず、全国各局から年齢を問わず広く起用されたため、省略する。ここでは、主なリポーター経験タレントのみ紹介する。
- 岡田理江
- 鬼頭あゆみ
- 孫明日香
- 竹中三佳
- 水沢螢
- 山根基世（元NHKアナウンサー。定年退職後に担当）
- 松任谷由実（最終回担当）

## 放送時間
- 本放送 土曜日 20:00 - 20:43
NHKワールド・プレミアムでも同時放送。『NHKプロ野球』や『日本の、これから』などで休止の場合あり
- 再放送
  - 2007年度以前 翌週木曜日 1:05 - 1:48（水曜日深夜）
  - 2008年度 翌週木曜日 3:30 - 4:13（水曜日深夜）

大相撲期間中は『大相撲・幕内の全取組』放送の為時間変更
- 再々放送 金曜日 16:05 - 16:48
祝日、国会中継放送時、大相撲・高校野球などのスポーツ中継時は休止。
- BS2難視聴対策放送 翌週水曜日 15:00 - 15:43

## NHKの世界遺産関連番組

### シリーズ世界遺産100
5分間のミニ番組（短編ドキュメンタリー番組）である。テーマ曲は久石譲（次項番組と共通）。2011年2月より旅チャンネルでも放送開始。
ナレーション
- 江守徹（開始時から）
- 鹿賀丈史（2007年度から参加）
- 松平定知（2008年度から参加）

放送時間
詳細はNHK世界遺産サイトを参照。

### とっておき世界遺産
テーマ、地域などを踏まえてシリーズ番組の放映を再構成し、毎回3件程度の世界遺産をまとめて紹介する番組となっている。2008年3月までは『とっておき世界遺産100』の番組名で放送された。
ナレーション
- 森田美由紀
- 中條誠子
- 島津有理子

放送時間
- 2006年度　総合テレビ 日曜 11:15～11:30
第1週は『永井多恵子のあなたとNHK』放送のため休止。
- 2007年度　総合テレビ 土曜 11:40～11:54（一部地域除く）
- 2008年度　総合テレビ 火曜 22:45～23:00
- 2009年度　総合テレビ 水曜 15:45～16:00（2008年度の再放送）

### 世界遺産への招待状
2009年4月放送開始した番組。
ナレーション
- 真矢みき（プレゼンター）
- 腹筋善之介（語り）

2010年度
ナレーション
- 石澤典夫

放送時間
- 2009年度　総合テレビ 月曜 22:00～22:45
- 2010年度　総合テレビ 土曜 9:25～9:54（NHKワールド・プレミアムでも原則国内同時放送となり、ノンスクランブルで視聴可能。）

※NHKワールド・プレミアムではそのほか、月曜の17:05～17:34にも大相撲中継期間中など特別編成時を除き放送されているが、初回放送とは異なり、ノンスクランブル放送は行われない。内容によっては放送権の都合などで土曜日の本番組の初回放送が放送できない場合、別番組（関東地方以外の地域情報番組）に差し替える場合がある（この場合でもノンスクランブル放送は行われる）。また、NHKワールド・プレミアムでは資料映像となる映画のDVD作品を蓋かぶせなしでそのまま紹介する際、販売が日本国内に限られていることに配慮し「日本国内取扱情報です」という旨のテロップも追加で表示されている。また、海外向けの放送では日本国内と同じタイトルの放送であっても放送できない映像が一部カットされる場合があるため本編の放送時間が国内よりも若干短くなることもある（残り時間はフィラー映像で穴埋め）。
テーマ曲
- 武部聡志「EXISTENCE ～静かなる躍動～ based on the theme from "Pachelbel's Canon"」

## その他
なお、これらの番組はNHKワールドTVでも放送されているが、英語字幕つきで放送されることがある。